# Bienservida
Bienservida es un municipio español situado al sureste de la península ibérica, en la provincia de Albacete, dentro de la comunidad autónoma de Castilla-La Mancha.
Se encuentra a 110 km de la capital provincial. En 2020 contaba con 579 habitantes, según datos del INE.
Junto a las localidades de Villapalacios, Riópar, Villaverde de Guadalimar y Cotillas, forma parte del Señorío de las Cinco Villas, subcomarca histórica dentro de la misma Sierra de Alcaraz.

## Geografía
Integrado en la comarca de Sierra de Alcaraz y Campo de Montiel, se sitúa a 109 kilómetros de Albacete. El término municipal está atravesado por la carretera nacional N-322, entre los pK 249 y 254, por la carretera autonómica CM-3205, que conecta la carretera nacional N-322 con Villaverde de Guadalimar, y por carreteras locales que permiten la comunicación con Albaladejo y Villarrodrigo. 
El relieve del municipio está definido por dos zonas bien diferenciadas. Por el este se alza la sierra de Alcaraz, donde se encuentran las mayores altitudes, superiores a los 1500 metros. Por el oeste se extiende el valle del río Guadalmena, donde destacan dos picos aislados, Cerro Vico (1217 metros) y Alto de la Hoya de los Guijarros (1375 metros), en la transición entre el valle y la sierra. La altitud oscila entre los 1711 metros en la zona de la sierra y los 700 metros a orillas del río Guadalmena. El pueblo se alza a 893 metros sobre el nivel del mar. 
| Noroeste: Alcaraz                      | Norte: Villapalacios                     | Nordeste: Salobre                 |
| Oeste: Montiel (Ciudad Real) (exclave) |                                          | Este: Alcaraz (exclave)           |
| Suroeste: Alcaraz (exclave)            | Sur: Villarrodrigo (Jaén) y Siles (Jaén) | Sureste: Villaverde de Guadalimar |

## Historia

### Prehistoria
Los orígenes de Bienservida se remontan a la Prehistoria, muestra de ello es la cantidad de restos arqueológicos encontrados en la zona, sobre todo en los alrededores de Cerro Vico y Turruchel. Restos como herramientas de sílex pertenecientes al Paleolítico y hachas llamadas también piedras de rayo del Neolítico que se encuentran actualmente en el Museo Arqueológico de Albacete. 
La civilización íbera destacó con gran cantidad de restos arqueológicos encontrados, siendo la pieza más relevante el León de Bienservida. Fechado a finales del siglo VI a. C. está tallado en piedra arenisca, en pie y sobre una base gruesa con las patas juntas carente de cola y con una cabeza redonda con abundante melena. Entre sus patas delanteras cobija una cabeza humana de frente estrecha, nariz ancha, un grueso bigote y una melena tan abundante que se confunde con sus grandes barbas.
Según interpreta T. Chapa siguiendo los estudios de F. Benoit, se considera el león de Bienservida reflejo de la corriente funeraria helénica que llega a las costas occidentales donde el animal es protector del difunto y portador de su alma. Otra explicación también de origen oriental es que el animal es el guardián del sepulcro y vigilante del sueño del difunto.

### Antigüedad y Edad Media
Por su situación fronteriza y como en el resto de la península ibérica siguieron pasando las civilizaciones que invadían la misma dejando, cada una, restos de sus culturas. Siendo ejemplo de ello las monedas cartaginesas y romanas que se encontraron por la zona. Además los árabes dejaron una torre de vigía la cual se encuentra actualmente muy deteriorada, y que a veces se nombra como el castillo de Bienservida.
Sin embargo la historia de Bienservida comienza a estar más documentada a partir del año 1213 por referencias ligadas a Alcaraz y su comarca, ya que por este tiempo Bienservida era aldea de Alcaraz.
Entre los años 1400 y 1410 Bienservida es declarada "Villa", sin embargo, no alcanza la total autonomía pues los impuestos todavía los recaudaba Alcaraz.
En 1434 don Rodrigo Manrique, conde de Paredes, tras importantes victorias contra los moros, consigue Huéscar para la Corona. El 20 de diciembre de 1436, Juan II, como recompensa, hace una concesión real a don Rodrigo:
"Por ende, por la presente vos fago merced por juro de heredat para siempre jamás, de los mis lugares llamados Cenilla, y Matilla y el Pozo, y el Robledillo, y el Balazot, con la justicia y jurisdicción civil y criminal y mero y misto imperio, y penas y caloñas, y ventas, y pechos, y derechos". 
Por este tiempo se supone que también Bienservida y Villaverde de Guadalimar pasaron a formar parte del señorío del Conde de Paredes, que más adelante, después de vender parte de sus posesiones, formarían junto a Villapalacios, Riópar y Cotillas el Señorío de las Cinco Villas.

### Edad Moderna
Las Cinco Villas pertenecieron a los Condes de Paredes hasta la crisis general del siglo XVIII, donde las propiedades y la economía de estos eran tan escasas que, con el consentimiento de la Corona, vendieron Las Cinco Villas al Conde de Navas de Amores.

### Edad Contemporánea
El 6 de agosto de 1811, con la ley de desamortización de las Cortes de Cádiz desaparecerán los Señoríos.
A finales del siglo XVIII la comarca de la Sierra del Segura vivió una grave crisis social y económica. El 31 de enero de 1748, a través de una Ordenanza de Montes, fue creada la Provincia Marítima de Segura de la Sierra como parte de los montes de la marina. La madera extraída de esta provincia era traslada hasta Cartagena, la parte correspondiente al Segura, y a Cádiz a través del Guadalquivir, siendo aprovechado su uso principalmente para la construcción de navíos de guerra.
La creación de esta Provincia Marítima hizo que gran parte de los habitantes de la Sierra del Segura vivieran una mala situación económica y social. Muchos vecinos contraían importantes deudas, y algunos tuvieron que optar por el contrabando o el latrocinio para subsistir. La principal causa de esto fue una injusta ley que declaraba la zona como Provincia Marítima. 
Esta Provincia Marítima ha sido estudiada fundamentalmente por Emilio de la Cruz Aguilar y por Jesús Cobo de Guzmán y Lechuga aunque otros investigadores se han acercado a ella como es el caso de José Patricio Merino Navarro. La creación de la Provincia Marítima vino a paliar la necesidad de madera por parte de la Armada, sobre todo en un momento en el que los bosques cercanos a los arsenales habían sido intensamente explotados. 
Debido a su gran extensión estaba organizada en unas subdelegaciones, un ministerio ubicado en Segura de la Sierra y un tribunal con sede en Orcera. Esta estructura, en la que se incluía el establecimiento de jurisdicción propia, se mantendría hasta su eliminación en 1836 con unos efectos bastantes más perniciosos de lo que puede parecer a primera vista. Como ha apuntado Emilio de la Cruz, "el establecimiento de la jurisdicción produjo un duro choque con la jurisdicción ordinaria" (Cruz, 1981, página 67). No todos los municipios aceptaron de buen grado estas circunstancias dando origen a pleitos y a disposiciones legales con el fin de controlar la situación. Ante esto la respuesta popular fue la de provocar incendios y negarse a acatar estas condiciones a fin de perjudicar a la Marina en todo lo posible, de ahí que en el documento fechado en 1781 se diga: "que por ningún caso se parten ni rumbren a extraños los terrenos que se quemen mal mediante en los montes de la misma provincia".
En la misma línea tenemos una intromisión de la villa de Yeste en las competencias del Ministerio de Marina de Segura de la Sierra al arrogarse la capacidad de emitir licencias de corta y en la jurisdicción de Marina. 
Idáñez de Aguilar reprodujo un texto en el que podemos ver la protesta al Rey de los vecinos de Bienservida quejándose de la actitud del Ministerio de Marina respecto a sus bosques. En la carta, fechada el 10 de junio de 1780 en ella denuncian al Rey la dificultad que tienen de alimentar sus ganados al ser un año de sequía y la imposibilidad de practicar el ramoneo en los montes al estar prohibido por las Ordenanzas de Marina siendo el resultado la muerte de ganado y la penuria económica de muchas familias. La rigidez que mostró durante su actuación el Ministerio de Marina, explica el descontento de muchas villas y sus moradores.
Puede servir de ejemplo un documento donde vemos como se ordena desde el Ministerio el embargo del único bien que poseía Antonio García Soria, una burra, debido a una deuda que tenía con el Ministerio. La estructura plurijurisdiccional que se daba en la época, complicaba aún más las cosas, sobre todo en los territorios de Órdenes, donde existía una jurisdicción específica para sus vasallos. Para el caso de la Sierra de Segura, esto entraría en conflicto con el fuero y con las Ordenanzas de 1580 al atribuirse el Ministerio competencias que hasta entonces habían estado en manos de las villas y los lugares. Emilio de la Cruz Aguilar, concluye que este proceso supuso una modificación de la forma de vida tradicional y del aprovechamiento de los recursos del bosque que habían venido disfrutando los serranos hasta ese momento y que venía recogido en las citadas Ordenanzas. Por eso es interesante la idea del autor al relacionar estos cambios con la aparición de los incendios forestales como forma de protesta ante la situación que había establecido la Marina. 
Junto a estos documentos que muestran los conflictos surgidos entre el Ministerio de Marina y los habitantes de la Sierra encontramos un documento curioso, sobre cuyo protagonista aparecen varias referencias. Se trata de una carta en la que aparece la fase de pruebas de un nuevo modelo de chalana para el transporte de madera inventada por Timoteo Roch. Este hecho aparece recogido en la obra de Juan de la Cruz Martínez y en el Expediente de Tomás Muñoz (1811) y es recogido a su vez por Emilio de la Cruz, debido a una contradicción entre ambos autores, ya que el primero sostiene que la travesía se realiza por el Guadiana Menor y el segundo, que se realiza a través del Guadalquivir.
En 1850 Pascual Madoz publica el Diccionario geográfico-estadístico-histórico de España y sus posesiones de Ultramar de donde empezamos a conocer más detalles de este municipio:
"Dentro de él se encuentran varias fuentes de buenas aguas, una ermita (La Natividad de Ntra. Sra.); la deh de la fiesta con 4 cortijos que llevan su nombre, la de Carboneras con los cortijos del puerto y quemado; la de Saornil con los de San Blas, Sandoval, Romero y Garriga; la de Cuarto Nuevo con el titulado Casa del Río, a cuyas inmediaciones hay unos balos en el sitio de Monota, muy eficaces para curar [...] " 
"Tiene 190 casas, la del ayuntamiento, cárcel, una torre de vigía, que se dice fue obra de moros; una fuente con pilar en medio de la plaza; una escuela de instrucción primaria concurrida por 50 alumnos. La deh. De Fuencaliente con un colmenar y otros baños que producen bueno efectos en los dolores y reumas, y sobre todo en las clorosis y opilaciones, y en sitio de vega los cortijos llamados Nuevo, Casa de la Morena, Casa del Vínculo, Casa de Campas, y Casa de Albares..." 
De la torre mencionada por Pascual Madoz apenas queda en pie un trozo de pared donde se muestran unos huecos parecidos a troneras para arcabuces o lombardas que utilizasen siglos atrás los moros.

## Leyenda del nombre de Bienservida

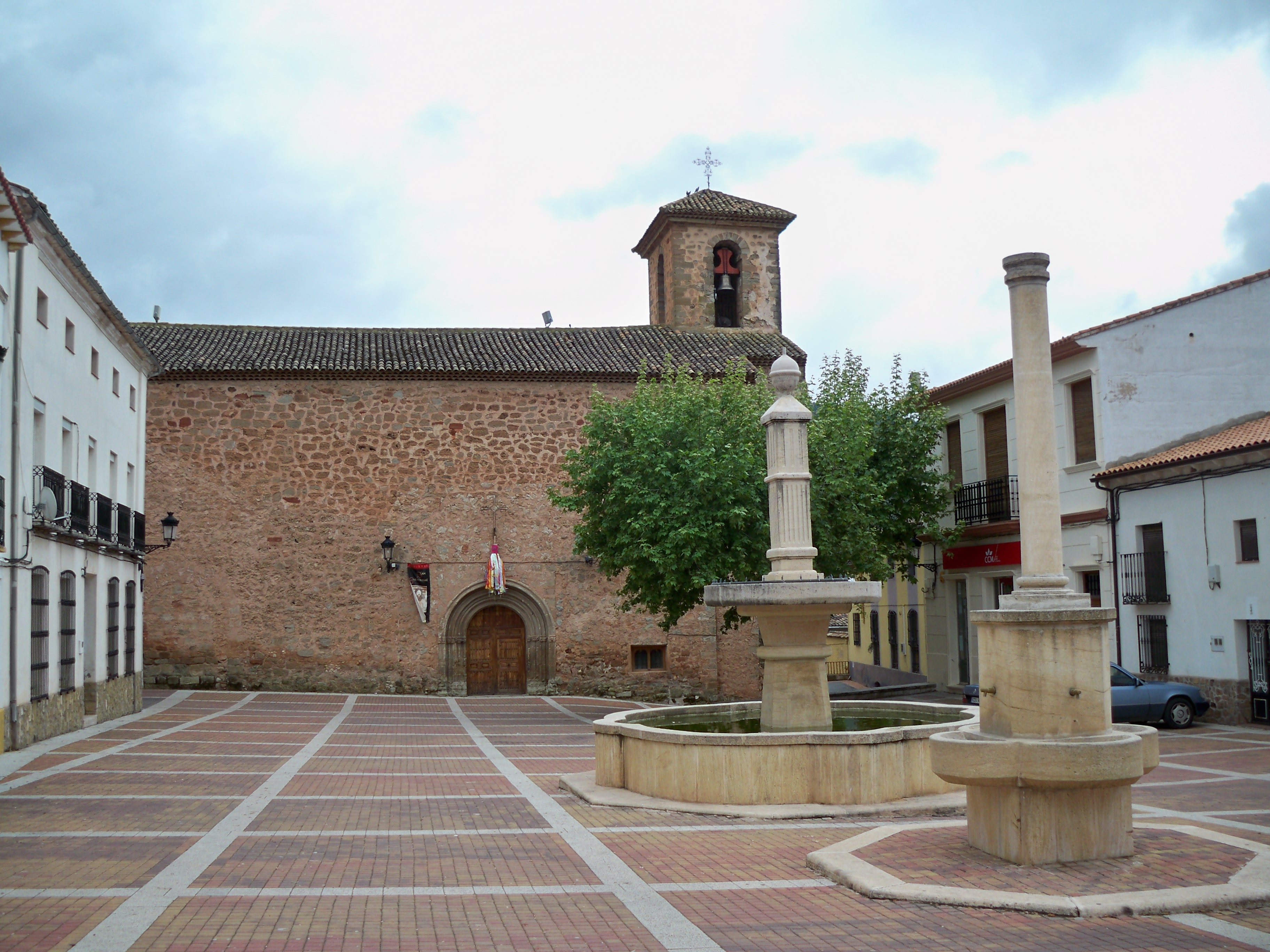
Vista general de la iglesia de San Bartolomé de la localidad de Bienservida (Albacete)

Existe una leyenda sobre la procedencia del nombre del municipio: la condesa de Paredes en el siglo XVI lo visitó y pagó el retablo de la iglesia de San Bartolomé, porque semejante gasto, tamaña joya, solo lo podía pagar una persona de muchísimo dinero, que habitase en estas tierras. Ella no solo vivió en estas tierras, sino que estuvo muy agradecida del buen trato de las gentes de aquella villa. Tal es así que le dio el nombre a la villa, como Bienservida, la bien servida.

## Geografía humana

### Demografía
Cuenta con una población de 552 habitantes (INE 2024).
| Gráfica de evolución demográfica de Bienservida entre 1842 y 2021                                                     |
| |
| Población de derecho según los censos de población del INE. Población de hecho según los censos de población del INE. |

## Patrimonio

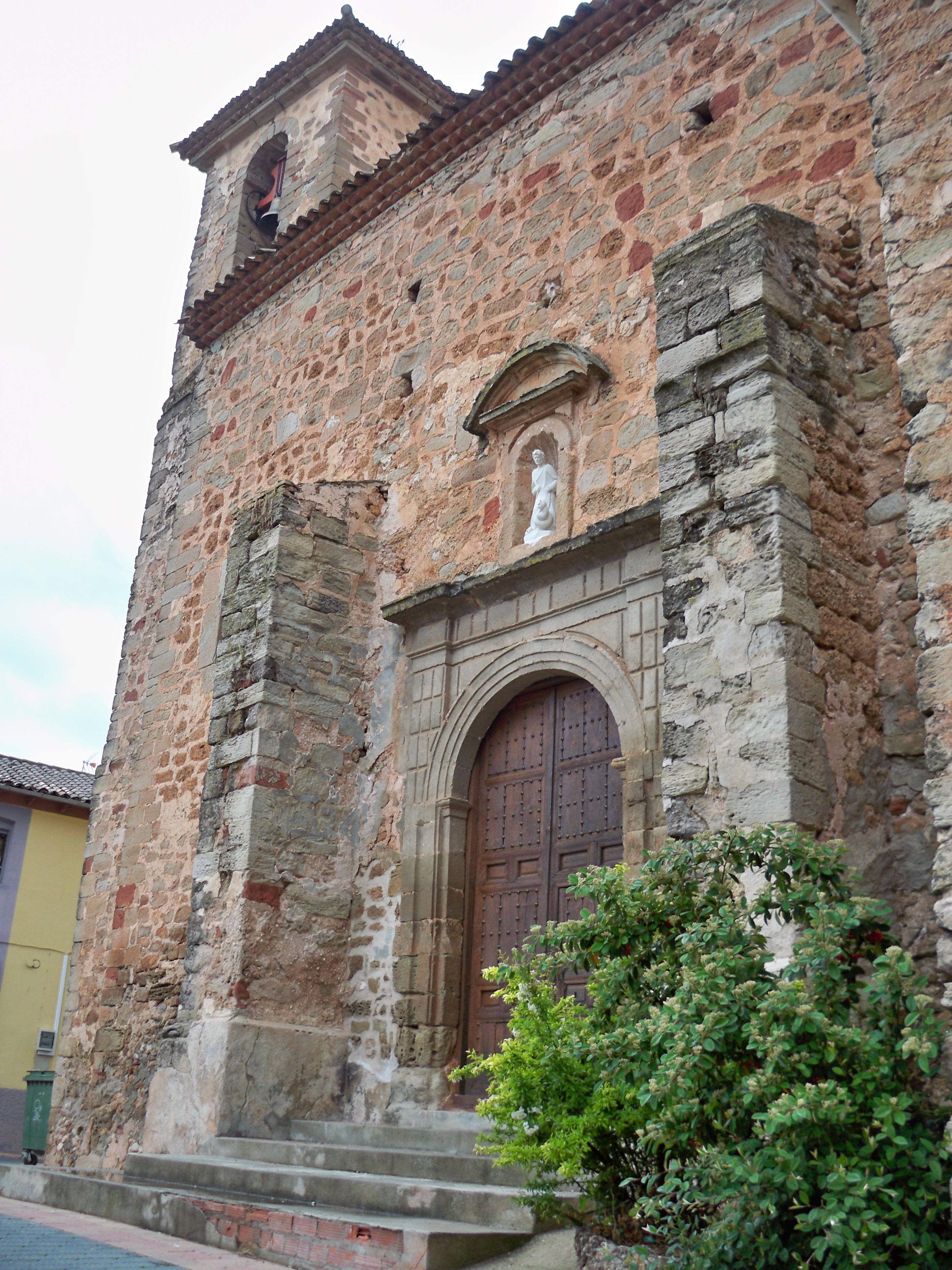
Detalle de una de las puertas de la iglesia parroquial de San Bartolomé de Bienservida.

La iglesia parroquial de Bartolomé el Apóstol fue declarada Bien de Interés Cultural el 1 de febrero de 1991, con el número de identificación otorgado por el Ministerio de Cultura de España: RI-51-0007025, con el título de monumento histórico-artístico, especialmente por su retablo.
El templo es una construcción del siglo XV.[cita requerida] Junto con la nave principal había unas naves laterales, pero solo se han conservado la capilla de la Virgen de Turruchel, cuya devoción e historia merecen una atención especial, y la capilla del Santísimo.

## Nuestra Señora del Turruchel
Nuestra Señora del Turruchel tiene su origen junto con la fundación del pueblo. Según la tradición, un día de enero, mientras un labrador estaba trabajando, vio tropezar su arado y a sus mulas espantadas. Este pidió ayuda a un compañero, y entre los dos lograron sacar lo que al arado hacía tropezar. Se trataba de una imagen de la Virgen de estilo bizantino, vestida de azul y con el Niño vestido de rojo que sostenía un ramo de rosas.
La Virgen les habló y les dijo que quería ser patrona de Bienservida y les dejó una rosa de las que llevaba el Niño como testimonio para que les creyeran. Pero aquellas tierras pertenecían al término de Alcaraz y los habitantes de aquella ciudad reclamaban la posesión de la imagen. Cuando estos la transportaban a sus dominios, la imagen desaparecía y volvía de nuevo a su lugar de origen. Así que decidieron dejarla allí.
Fue entonces cuando los hijos de Bienservida levantaron una ermita donde poder honrar a su patrona. El tercer domingo de mayo la llevan en romería al santuario, y allí permanece hasta el mes de agosto.
Cuentan que un Alcalde, al que le parecía que la imagen era pequeña, la mandó decapitar para hacerla más alta y más bella. La cabeza decapitada ha estado en poder de una familia de Bienservida, que no quiso entregarla a pesar de los requerimientos de las autoridades.
La imagen, por el transcurso del tiempo, se deterioró y hubo de ser restaurada. Aunque ya no apareció con el Niño, pero sí con la rosa que porta en su cintura.
También sufrió daños en la Guerra Civil, en la cual fue quemada. No obstante, fue regalada otra imagen al pueblo por un capitán de la Guardia Civil, como promesa por los favores recibidos durante la citada guerra.
Entre las promesas hechas por la Virgen, está la de que a ninguno de los hijos de Bienservida le sucedería desgracia alguna a causa de tormenta.

## Ermita de Turruchel
La ermita de Turruchel se encuentra a unos 8 kilómetros del casco urbano, al otro lado de la carretera N-322. Se llega por la carretera de Albaladejo, una vez atravesada la carretera nacional se toma un camino y a escasos metros está la ermita.